# Église Saint-Clair de Saillé
Pour les articles homonymes, voir Église Saint-Clair.
L'église Saint-Clair est un lieu de culte catholique situé dans le village de Saillé appartenant à la commune de Guérande, dans le département français de la Loire-Atlantique.

## Présentation
Le village de Saillé est à quelques kilomètres au sud de la cité médiévale de Guérande, au milieu des marais salants. Son église est dédiée à saint Clair, premier évêque de Nantes.

### Historique
Saillé est une ancienne frairie érigée en paroisse en 1841. Pour faciliter l'accès au culte dans les villages éloignés de l'église paroissiale, comme c'est le cas de la collégiale Saint-Aubin, une chapelle est souvent érigée dans les hameaux environnants. C'est le cas de Saillé, qui possède dès le Moyen Âge d'une chapelle de frairie.
Cette chapelle médiévale primitive est détruite en 1892. Elle avait été le lieu de célébration du mariage en troisièmes noces de Jean IV, duc de Bretagne, avec Jeanne de Navarre, le 11 septembre 1386.
Elle est remplacée par l'église actuelle, construite en 1893.

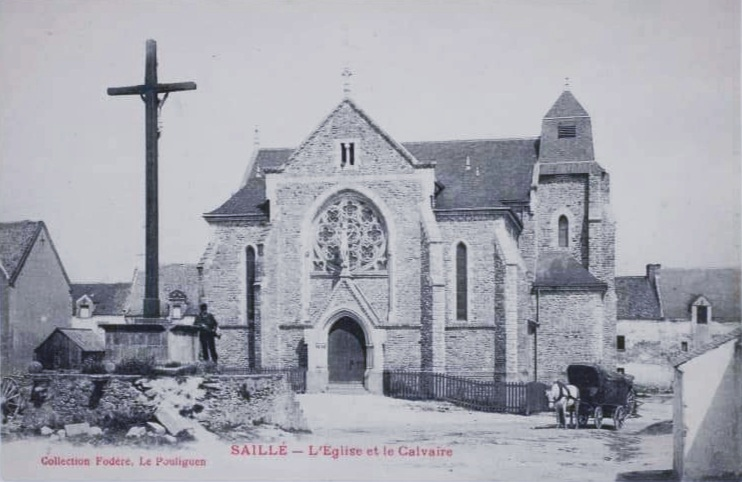
Carte postale ancienne de l'église Saint-Clair de Saillé.

### Architecture
L'édifice à trois vaisseaux est de style néo-gothique. Un clocher vient couronner l'ensemble en 1959.
Aspects extérieurs
Par la présence d'arcs brisés, d'une rose, de voussures, l'extérieur est représentatif du style néo-gothique. Les statues sous le portail ne sont pas terminées, la loi de séparation des Églises et de l'État en 1905 ayant mis fin aux subventions accordées par le ministère des Cultes.
Aspects intérieurs
L'église est constituée de trois nefs voûtées de pierre, de petits départs de transepts et d'une abside à pans coupés derrière le chœur.

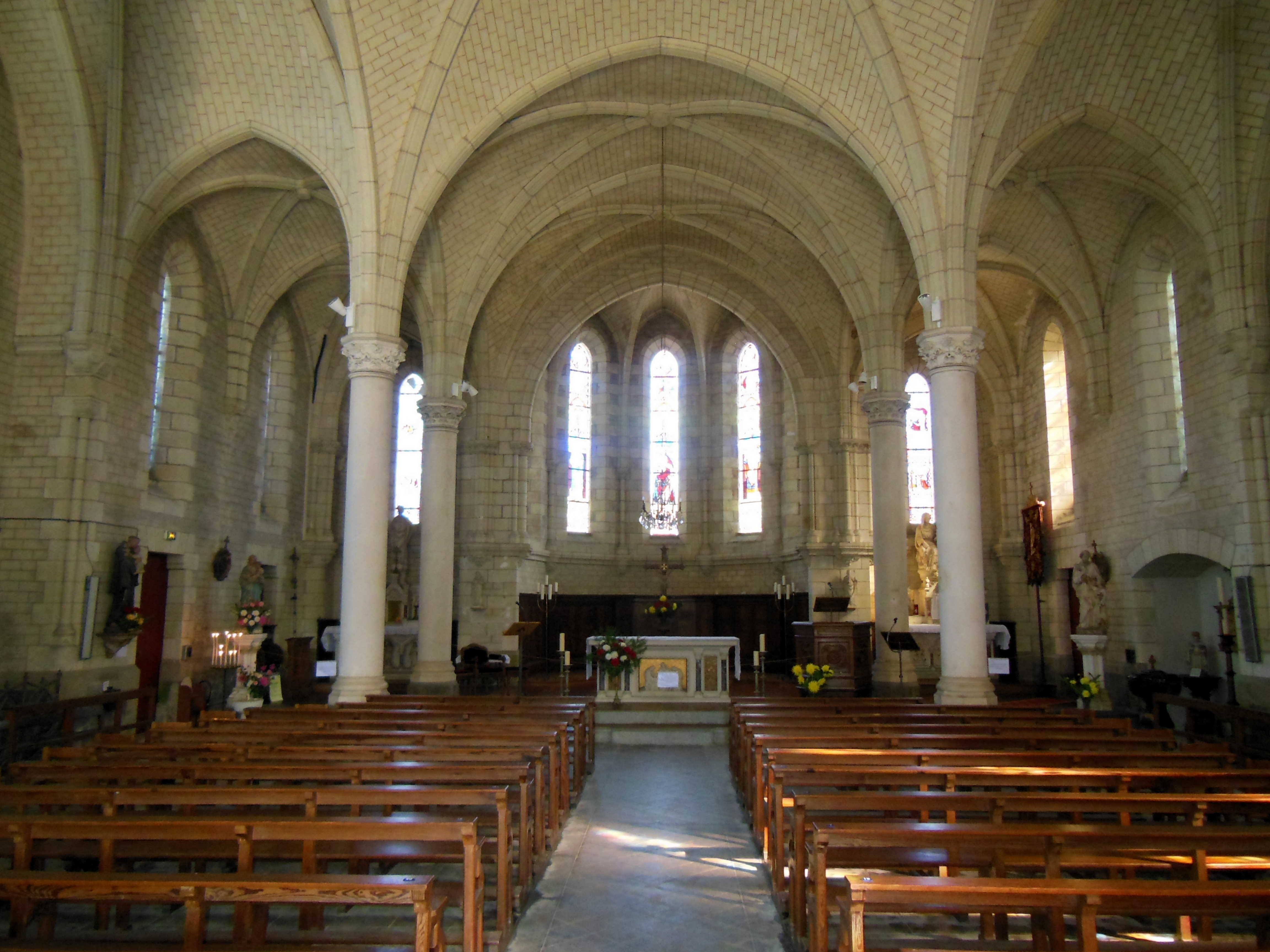
La nef.
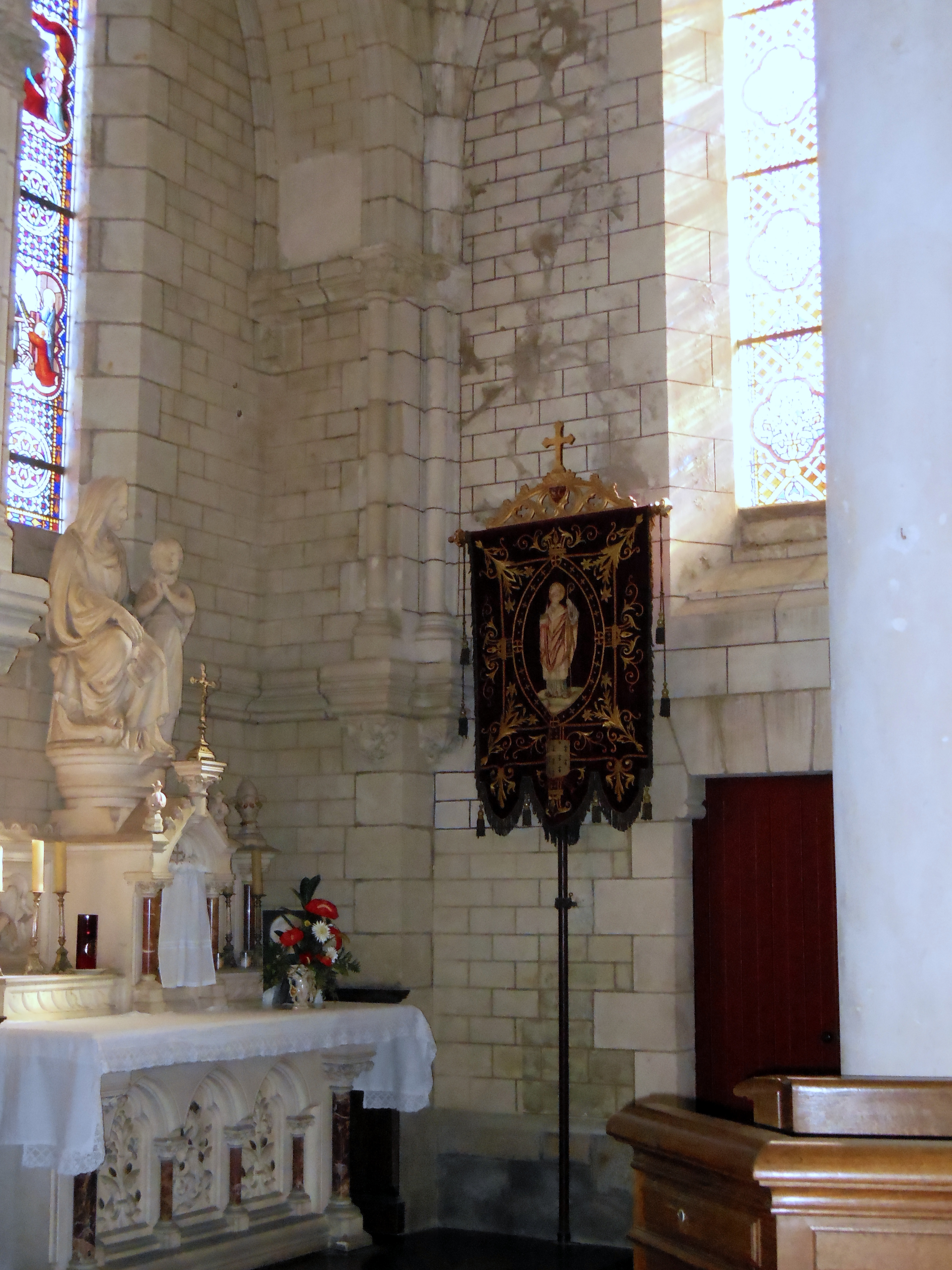
Chapelle latérale et bannière.

Un tabernacle en bois doré du XVIIIe siècle est le seul vestige du mobilier de l'ancienne église. La peinture, datée du XVIIe siècle, représente le mariage du duc Jean IV de Bretagne avec Jeanne de Navarre.

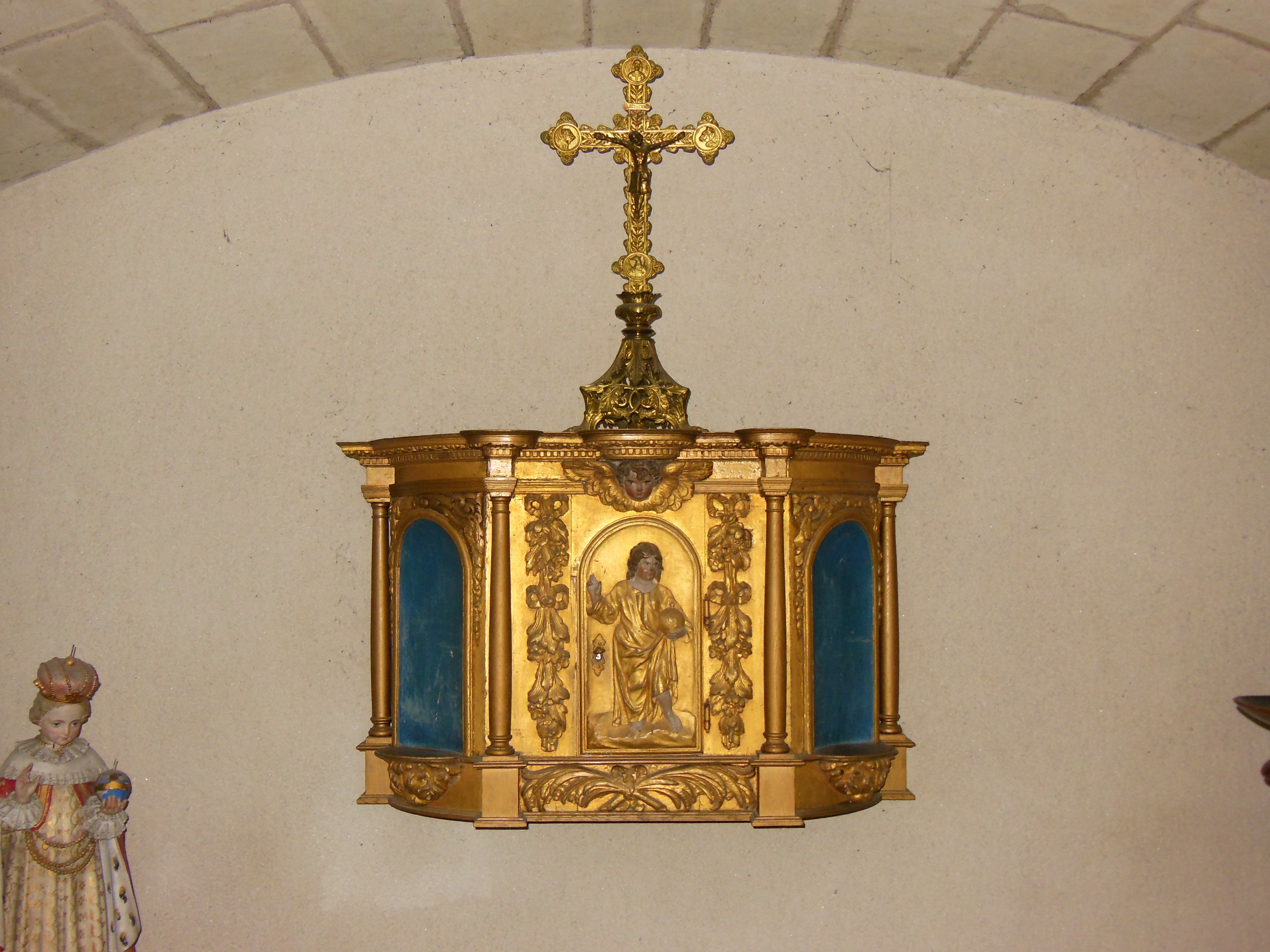
Le tabernacle doré.
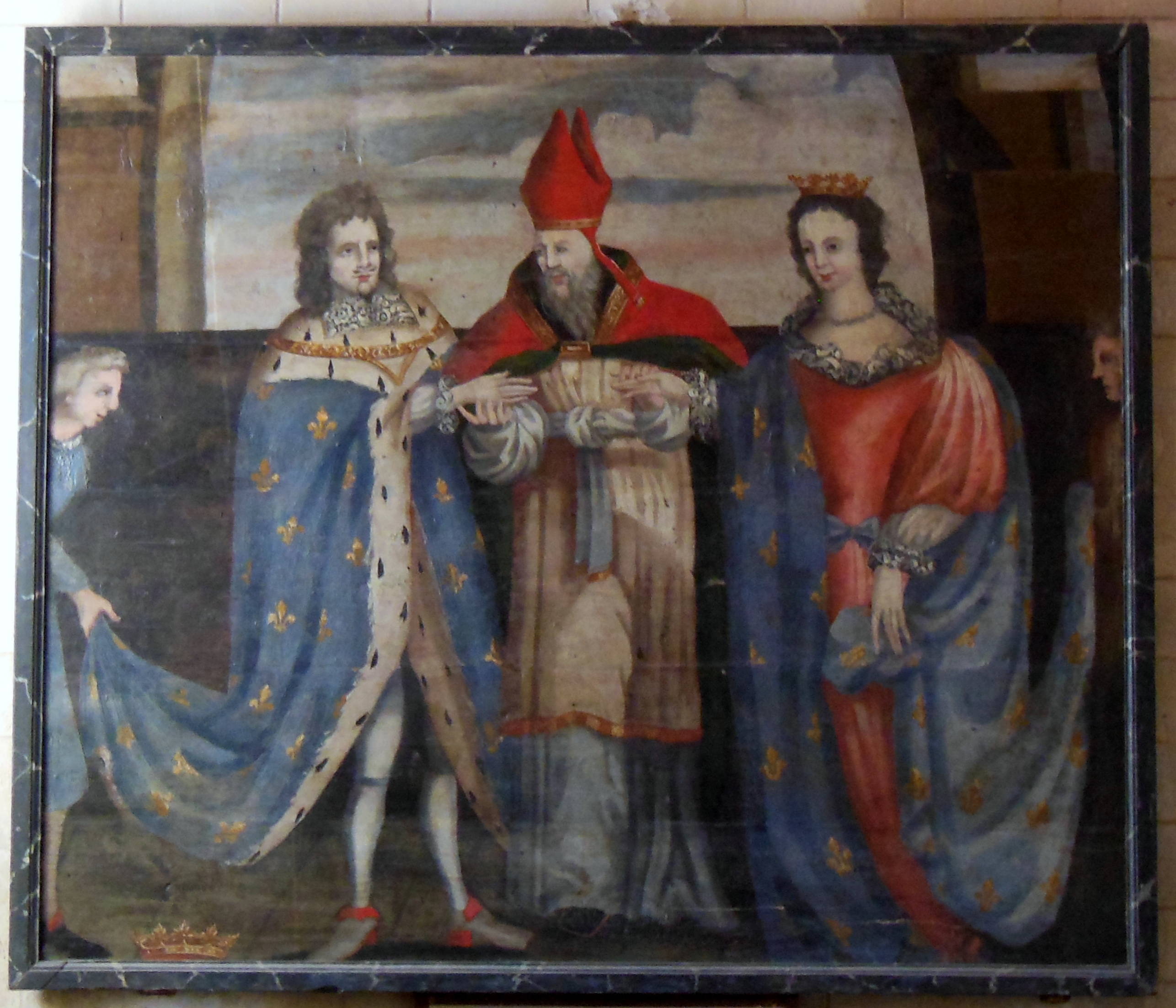
Tableau du mariage du duc Jean IV de Bretagne avec Jeanne de Navarre.

Une statue représente Yves Hélory de Kermartin, ou saint Yves, patron de la Bretagne, l'autre représente saint Expédit, commandant romain converti au christianisme.

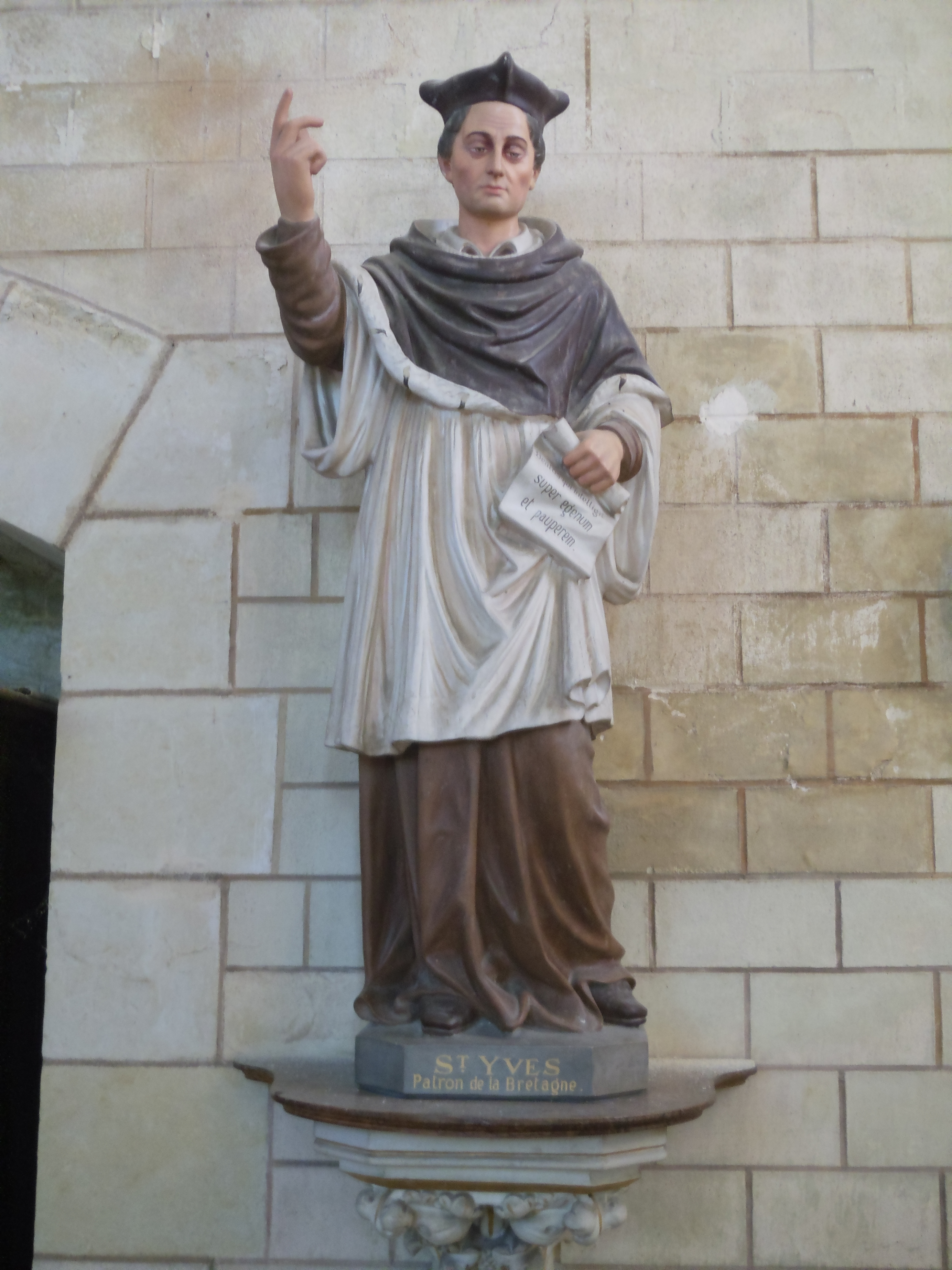
Saint Yves.
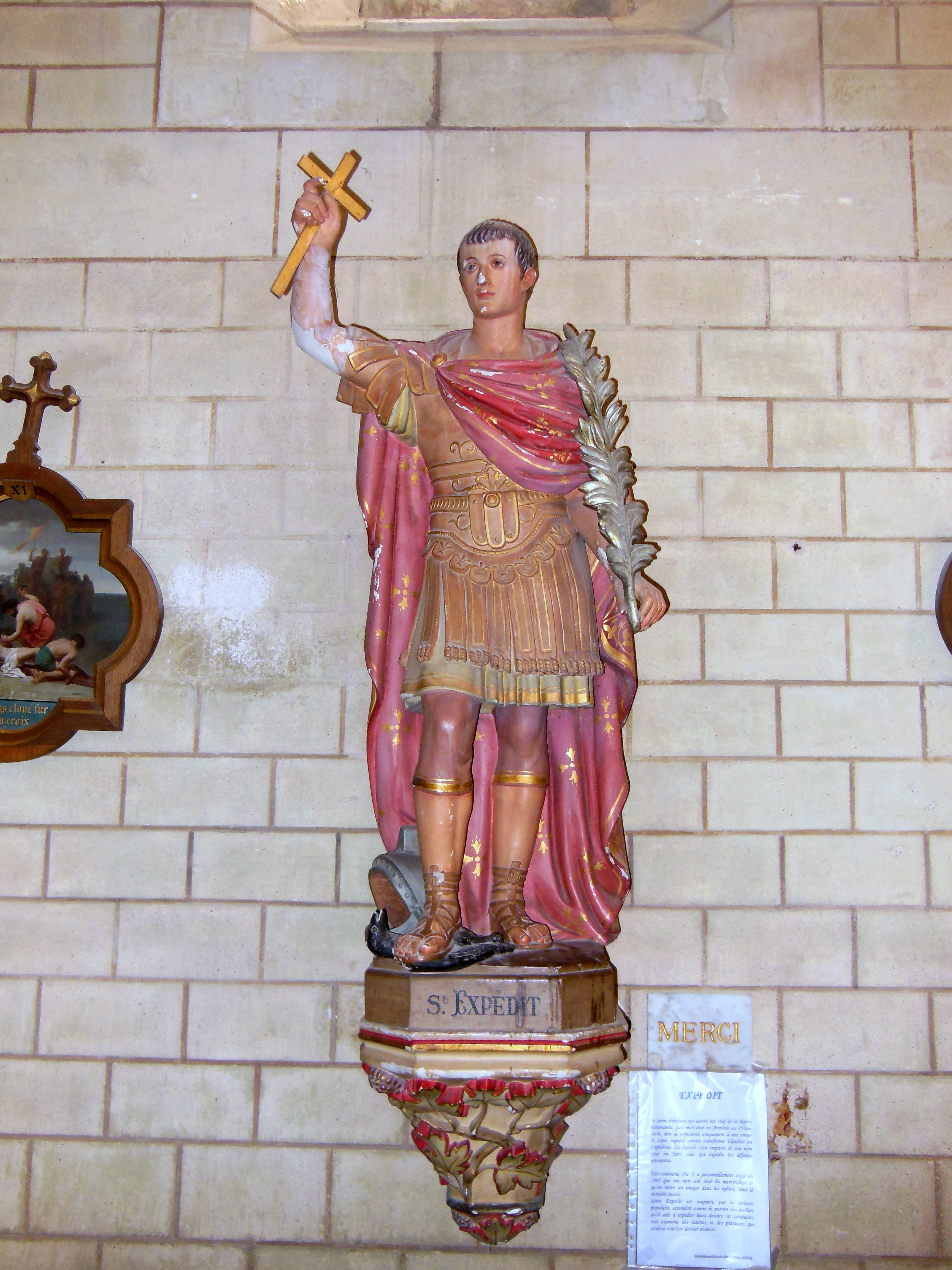
Saint Expédit.

Deux vitraux rendent hommage aux enfants de Saillé morts pour la France, un autre représente saint Clair, premier évêque de Nantes, à qui l'église est dédiée.

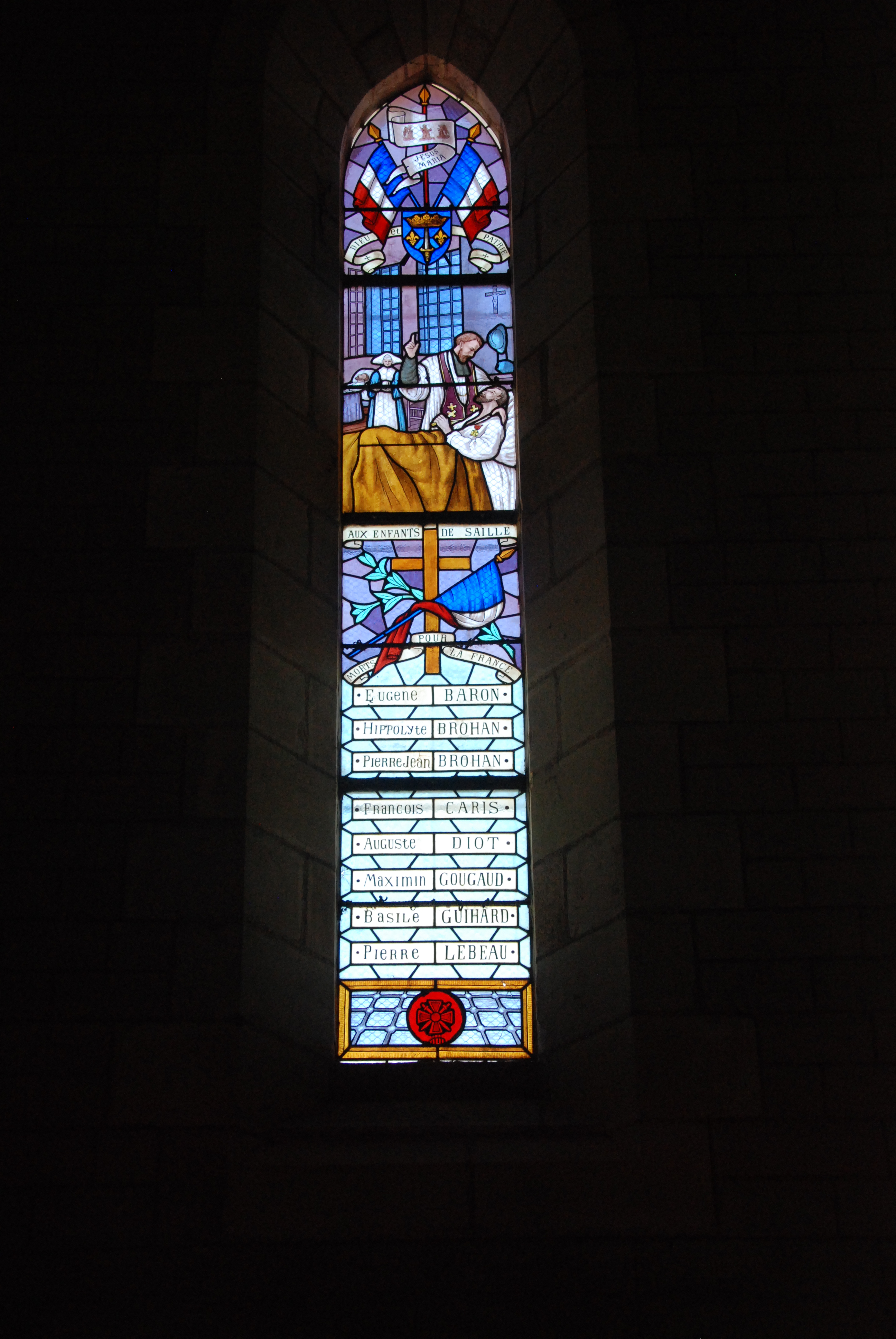
Vitrail d'hommage aux enfants de Saillé morts pour la France.
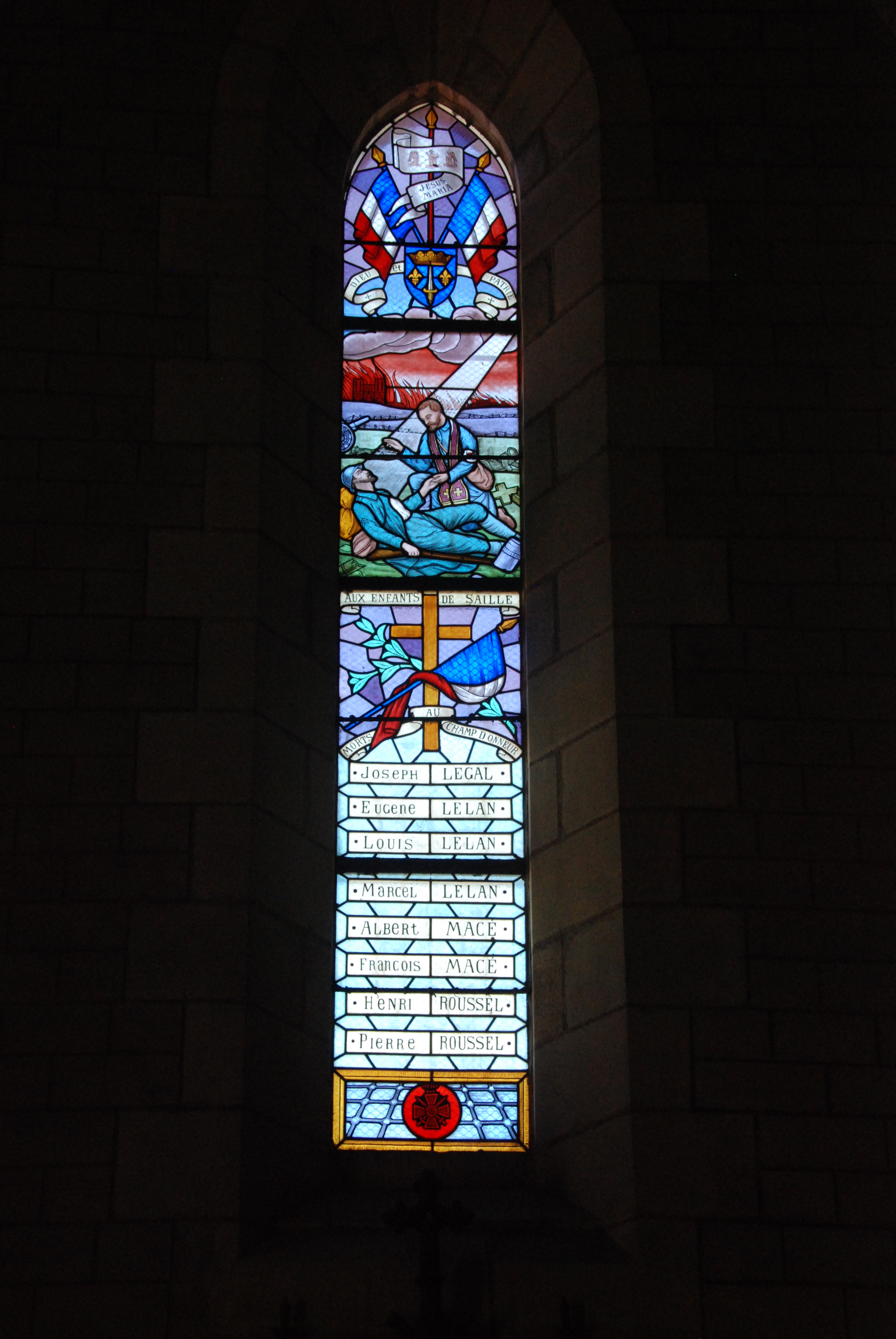
Second vitrail d'hommage aux enfants de Saillé morts pour la France.
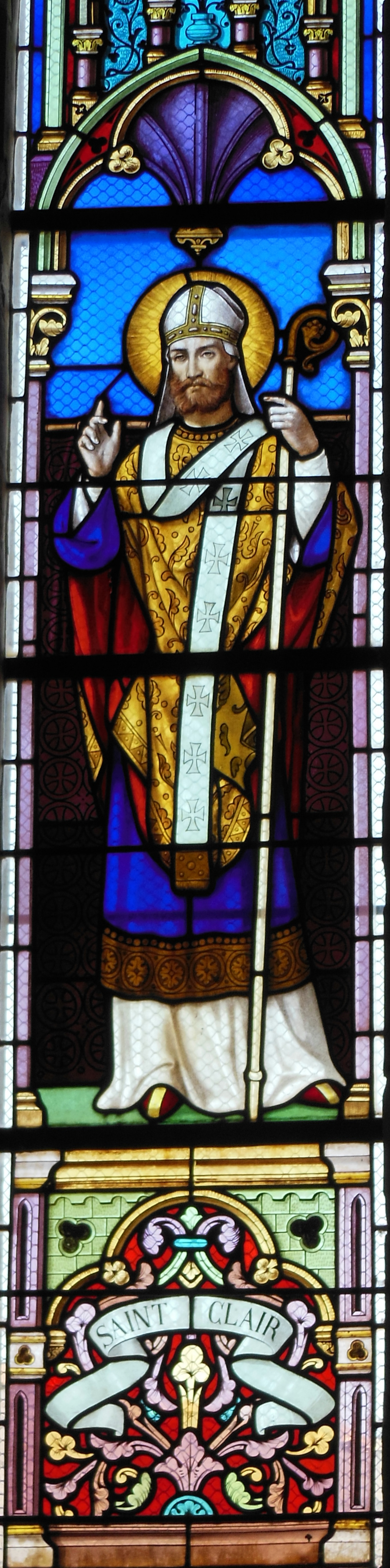
Vitrail représentant saint Clair.